# Mureš
Mureš (romunsko Mureș, madžarsko Maros, srbsko Мориш/Moriš, nemško Mieresch) je 789 kilometrov dolga reka v vzhodni Evropi. Njeno porečje pokriva površino 30.332 km2.  Izvira iz pogorja Hășmașu Mare v Vzhodnih Karpatih v Romuniji, Izvira blizu povirja reke Olt in se izliva v Tiso v Szegedu na jugovzhodu Madžarske. V Romuniji je njena dolžina 761 km, velikost porečja pa 27.890 km².
Reka Mureš teče skozi romunske županije Harghita, Mureș, Alba, Hunedoara, Arad in Timiș ter madžarsko županijo Csongrád. Največja mesta na Murešu so Târgu Mureș, Alba Iulia, Deva in Arad ter Makó na Madžarskem.
Madžarski del Mureša je dolg 73 km od državne meje. Približno 28,5 km² na severni strani reke je zaščiten kot del narodnega parka Körös-Maros. Naravni park poplavne ravnice Mureša sestavljajo galerijski gozdovi, poplavni travniki in 0,6 km² gozdnega rezervata v bližini Szegeda.
V srednjem veku so na reki na velikih splavih trgovali s soljo.
V spodnjem toku Mureša je nekaj časa mejna reka med Madžarsko in Romunijo (18 km). Tu se državna meja imenuje premična. To pomeni, da se vsakih deset let premeri struga, nato pa se v središčnici vodne poti vzpostavi državna meja. Na premikajoči se meji med sosednjima državama ni izravnave območij. Na tem delu gradi številne otoke (na primer t. i. »Nikogaršnji otok« v soseski Magyarcsanád) in danes celo nekoliko spreminja svojo strugo. Po podatkih romunske geodetske službe se je površina Romunije v zadnjih desetih letih na račun Madžarske povečala za približno 5000 kvadratnih metrov. Seveda je mogoče predvidevati, da bo v prihodnosti reka spremenila svoj tok proti jugu. Zadnji geodetski posnetek je bil leta 2006, nova državna meja pa se zdaj vzpostavlja??.
Višina vode niha med najnižjim (-113 centimetrov, 2012) in najvišjim vodostajem (625 centimetrov, 1975), merjeno na državnem vodomeru Makó. To je še posebej problem, če njena poplava sovpada s poplavo Tise. Precej se spreminja tudi njen pretok vode, na primer leta 1970 je kazal vrednost med 30 m³/s in 2440 m³/s. Južno od izliva, v vodah reke Tise, se vode obeh rek nekaj časa spektakularno mešajo (ker se razlikujeta njihova barva in količina usedlin, ki jih prenašata).
Na bregovih Mureša je veliko nasadov različnih vrst vrbe, grmičevja, žitaric in okopavnic ter trstičja (Phragmites australis) in močvirskega plevela. Pogosti so Echinochloa crus-galli, združbe Isoëto-Nanojuncetea, robida Rubus caesius, deljenolistni mrkač (Subás farkasfog), podraščenec Aristolochia, velika kopriva in Plazeča pirnica.

## Ime
Znano je, da je reko prvič omenjal Herodot leta 484 pr. n. št. z imenom Maris (Μάρις). Strabon jo imenuje Marisos (Μάρισος). V latinščini je bila znana kot Marisus; omenjena je tudi leta 948 v listini bizantinskega cesarja Konstantina VII., pod imenom Moreses (Μορήσης).
V nemščini je bila znana tudi kot Mieresch, Marosch ali Muresch, zaradi transilvanskih saških naselbin in predhodne habsburške vladavine. V turščini pod Osmani je bila znana kot Maroş ali Muriş.

## Mesta in vasi
Ob reki Mureš, od izvira do ustja, so naslednja mesta: Toplița, Reghin, Târgu Mureș, Luduș, Ocna Mureș, Aiud, Teiuș, Alba Iulia, Geoagiu, Orăștie, Simeria, Arad, Nădlac (vsi v Romuniji), Makó, Szeged (oba na Madžarskem).

## Pritoki
Naslednje reke so pritoki reke Mureš (od izvira do ustja):
Levo: Cărbunele Negru, Senetea, Fierăstrăul, Șumuleul Mare, Borzontul Mare, Borzontul Mic, Pietrosul, Bacta, Limbuș, Piatra, Eseniu, Martonca, Calnaci, Muscă, Gălăuțaș, Zăpodea, Măgheruș, Mărșinețul de Sus, Gudea Mare, Sălard, Iod, Borzia, Sebeș, Fițcău, Idicel, Deleni, Gurghiu, Mocear, Beica, Habic, Petrilaca, Valea cu Nuci, Terebici, Pocloș, Budiu, Niraj, Pârâul Mare, Lăscud, Sărata, Șeulia, Valea Luncilor, Ațintiș, Găbud, Fărău, Ciunga, Pusta Băgăului, Rât, Târnava, Hăpria, Sebeș, Pianul, Cioara, Cugir, Vaidei, Romos, Orăștie, Turdaș, Strei, Tâmpa, Cerna, Herepeia, Căoi, Vulcez, Leșnic, Săcămaș, Plai, Dobra, Abucea, Valea Mare, Sălciva, Peștiș, Căpriorișca, Somonița, Birchiș, Izvor, Corbul, Fiac, Suliniș, Lalașinț, Chelmac, Pârâul Mare, Șiștarovăț, Țârnobara, Sinicoț, Valea Fânețelor de Jos, Zădărlac, Zădăreni
Desno: Chindeni, Arinul Scurt, Chirtoegher, Strâmba, Pârâul Noroios, Belcina, Lăzarea, Ghiduț, Ditrău, Faier, Jolotca, Filipea, Sărmaș, Ciucic, Toplița, Călimănel, Mermezeu, Zebrac, Neagra, Ilva, Obcina Ferigerilor, Răstolița, Gălăoaia, Bistra, Pietriș, Dumbrava, Râpa, Agriș, Lueriu, Luț, Șar, Voiniceni, Cuieșd, Valea Fânațelor, Șăușa, Valea din Jos, Lechința, Ranta, Pârâul de Câmpie, Grindeni, Arieș, Unirea, Ciugud, Ormeniș, Mirăslău, Lopadea, Aiud, Gârbova, Geoagiu (Alba), Galda, Ampoi, Pâclișa, Valea Vințului, Blandiana, Stânișoara, Băcăinți, Homorod, Geoagiu (Hunedoara), Boiul, Bobâlna, Valea lui Sânpetru, Lazu, Vărmaga, Certej, Boholt, Căian, Bejan, Boz, Sârbi, Băcișoara, Gurasada, Zam, Almaș, Petriș, Crăciuneasca, Troaș, Vinești, Stejar, Julița, Valea Mare, Grosul, Monoroștia, Bârzava, Nadăș, Conop, Cornic, Milova, Jernova, Șoimoș, Radna, Cladova, Crac, Száraz-ér

## Galerija
- Reka Mureš blizu Șoimușa, Romunija
- Reka Mureš blizu Ilie, Romunija
- Reka Mureš blizu Lipove v Romuniji